# Peugeot 207 Brasil
O Peugeot 207 Brasil foi um modelo vendido pela Peugeot e fabricado no Brasil em Porto Real/RJ, inicialmente na carroceria hatchback, que consistia num 206 reestilizado com dianteira e painel de instrumentos inspirados no 207 vendido na Europa.

## Hatchback
Lançado em 2008 como Peugeot 207 Brasil – perdendo o sufixo com o passar do tempo – em 03 versões de acabamento/equipamentos: XR, XR Sport e XS: as duas primeiras tiveram o motor 1.4 litro, enquanto a versão XS, topo de linha, teve o motor 1.6. Devido à popularidade da tecnologia, os dois motores foram bicombustíveis (flex).
Nomear o modelo como 207 (embora ainda cause muita polêmica entre os consumidores brasileiros) revela a ideia da Peugeot, em dar ao 207 no Brasil, a cara do modelo europeu, que fora mais moderno — só que mantendo a carroceria do 206, que havia feito sucesso em solo nacional.
A Peugeot também comercializou o 207 "Brasil" em outros países  — inclusive na Europa —, atribuindo ao 207, as seguintes designações: 206+ ou 207 Compact.

## Sedan
O Peugeot 207 Sedan, também chamado Passion, foi lançado em 2008, como sendo a segunda derivação do hatchback 207, inserindo-se na categoria dos sedãs compactos no Brasil.
O modelo foi uma atualização — mesmo meramente visual — do Peugeot 206 Sedan (por sua vez, fabricado no Irã), porém com o mesmo visual da dianteira adaptada do Peugeot 207 nacional.
Mais uma opção para quem buscava um sedã compacto com acabamento melhorado e mais itens de conforto (por exemplo, o câmbio automático) e um porta-malas maior com capacidade para 420 litros. Com as mesmas opções de motorização e acabamento do hatchback, as versões topo de linha contaram com um câmbio automático de 04 velocidades, com opção de trocas manuais. Foi oferecido nas versões XR, XR Sport e XS, além da série especial In Concert e da versão lançada posteriormente, a Active.
Como uma mera adaptação, o modelo não agradou ao seu público-alvo, pois, apesar de parecer um produto bom, sofreu com o conhecido pós-venda ruim da Peugeot no Brasil, bem como com os defeitos crônicos herdados do 206. Por esses motivos (inclusive sem corresponder às expectativas da montadora) em 2014, poucos meses após lançar a série especial “In Concert”, a Peugeot deixou de comercializar o 207 Sedan e, consequentemente, deixou de atuar no mercado de sedãs compactos no Brasil.

## Perua (SW)
Mais um derivado do hatch 207, a Peugeot também disponibilizou no Brasil a comercialização da 207 SW, recebendo retoques visuais na dianteira, e no interior por ser, em realidade, uma versão reestilizada da 206 SW lançada no Brasil em 2005.
A perua recebia o mesmo conjunto mecânico (motores e câmbios) que já equipavam o hatchback e o sedan. A maior diferença estava na capacidade de bagagem. Apesar de compartilharem a mesma distância entre-eixos, o hatch comportava 245 litros; o sedan, 420 litros e a SW, 313 litros.
A 207 SW deixou de ser oferecida em 2012 (por ter estado sem um bom desempenho no mercado, além do declínio acentuado do segmento de SW no Brasil nas últimas duas décadas).

## Picape (Hoggar)
Em 2010, a linha 207 ganha seu mais novo (e último) membro, a Peugeot Hoggar - este como a primeira picape produzida pela marca desde a Peugeot 504 (que foi comercializada no Brasil nos anos 1990, após a reabertura das importações).
No desenho, a Hoggar utiliza os mesmos elementos frontais dos Peugeot 207, 207 SW e 207 Passion. A picape utiliza as mesmas portas do modelo hatch de duas portas, possuindo uma pequena janela nas laterais. Na parte traseira, as lanternas vieram do pequeno Peugeot 1007.
O design do Hoggar rende até hoje muitas críticas, por ser considerado feio, "confuso" e desproporcional, como por exemplo, na versão aventureira "Escapade" que trouxe um detalhe de gosto duvidoso na grade, cujo objetivo foi simular um quebra-mato. Por esse motivo, sua vocação foi o mesmo para o trabalho.
Nas partes mecânica e estrutural, a Hoggar herdou o mesmo conjunto mecânico do hatchback, SW e sedan e a porção traseira veio do furgão Partner. Embora não tenha sido dotada de opções de cabines estendida ou dupla, a Peugeot resolveu alongar a caçamba da Hoggar para aumentar a capacidade volumétrica para 1.151 litros: por exemplo, este conseguiu levar uma moto sem muito esforço ou até mesmo um pequeno quadriciclo, fazendo com que se tornasse a picape derivada de carro de passeio com o maior volume disponível para cargas.
O modelo saiu de linha em 2013, cerca de dois anos após seu lançamento, sem nenhum sucessor.